# Pyrostria pseudocommersonii
Pyrostria pseudocommersonii là một loài thực vật có hoa trong họ Thiến thảo. Loài này được Cavaco miêu tả khoa học đầu tiên năm 1967.